# Шахтар (Горлівка)

Футбольний клуб «Шахтар» — український футбольний клуб з міста Горлівки Донецької області.

## Історія
Свій родовід, як і більшість найстаріших клубів України, горлівський «Шахтар» веде від футбольних товариств, що створювалися на початку XX сторіччя при заводах, фабриках, портах, рудниках. Саме робітникам Горлівського артилерійського заводу належить першість зародження цієї гри в місті. Однак, і гірники Корсунської Копальні № 1 (шахти «Кочегарка») так само взяли участь у написанні історії клубу. Спортсмени цих найстаріших підприємств (розташованих на відстані близько 100 метрів між собою) періодично змагалися між собою, а часом об’єднувалися в одну команду.

## Попередні назви
| Період | Назва                                         | Період                                        | Назва                                         |
| ------ | --------------------------------------------- | --------------------------------------------- | --------------------------------------------- |
| 1910   | Команда робітників Артилерійського заводу     | 1910                                          | Команда гірників Корсунської Копальні         |
| 1911   | Збірна команда робітників і гірників Горлівки | Збірна команда робітників і гірників Горлівки | Збірна команда робітників і гірників Горлівки |
| 1913   | ФОГАЗ Горлівка                                | ФОГАЗ Горлівка                                | ФОГАЗ Горлівка                                |
| 1926   | «Металіст» Горлівка                           | 1923                                          | «Гірник» Горлівка                             |
| 1928   | «Металіст» Горлівка                           | «Металіст» Горлівка                           | «Металіст» Горлівка                           |
| 1929   | «Металіст» Горлівка                           | 1929                                          | «Гірник» Горлівка                             |
| 1933   | «Динамо» Горлівка                             | «Динамо» Горлівка                             | «Динамо» Горлівка                             |
| 1936   | «Вуглярі» Горлівка                            | «Вуглярі» Горлівка                            | «Вуглярі» Горлівка                            |
| 1936   | «Авангард» Горлівка                           | 1936                                          | «Стахановець» Горлівка                        |
| 1946   | «Авангард» Горлівка                           | «Авангард» Горлівка                           | «Авангард» Горлівка                           |
| 1947   | «Шахтар» Горлівка                             | «Шахтар» Горлівка                             | «Шахтар» Горлівка                             |
| 1981   | «Угольок» Горлівка                            | «Угольок» Горлівка                            | «Угольок» Горлівка                            |
| 1982   | «Шахтар» Горлівка                             | «Шахтар» Горлівка                             | «Шахтар» Горлівка                             |

### Український період
У чемпіонаті України «Шахтар» стартував у сезоні 1992—1993 в перехідній лізі. Ставши за підсумками сезону 13-ми, гірники наступний чемпіонат проводять серед аматорів. 2-е місце в 5-й зоні аматорського чемпіонату України, дає право горлівцям у сезоні 1994—1995 знов грати серед професіоналів. Підсумок 18-е місце в третій лізі (таку назву на той момент мала Перехідна ліга). І знов нового сезону горлівці виступають серед аматорів у чемпіонаті області. Перед командою поставлено завдання знов завоювати місце серед професіоналів. 1996 року — бронза чемпіонату області. 1997 року — «Шахтар» стає чемпіоном області, завдяки цьому здобуває місце в аматорському чемпіонаті. У своїй регіональній зоні гірники посіли третє місце. Лише відмова від подальших виступів у турнірі команди «Шахта Україна» (Українськ), дозволила горлівцям пройти далі. У фінальній групі «Шахтар» став другим, а в матчі за третє місце поступився «Кристалу» з Пархомівки. Підсумок — 4-е місце в чемпіонаті. Для здобуття місця в другій лізі — необхідно було провести перехідні матчі. У них була здобута перемога над командою «Гірник» (Павлоград) і мету було досягнуто.
У другій лізі горлівський «Шахтар» провів 2 сезони. У сезоні 1998—1999 — 11-е місце в групі. Сезон 1999—2000 — 13-е. Через фінансові проблеми команда знялася зі змагань і продовжила виступати в чемпіонаті області.
У серпні 2010 року, після першого кола чемпіонату Донецької області, команда знялася зі змагань.

## Досягнення
Найвище досягнення горлівців «усіх часів і народів» - 2 місце чемпіонату України 1928 року (аналог нинішнього вищого дивізіону).

### СРСР
- Чемпіонат СРСР з футболу
  - Бронзовий призер — 1932 (у складі збірної Донбасу)

### Україна
- Чемпіонат України
  - Срібний призер — 1928, 1932 (у складі збірної Донбасу),1969

- Кубок України
  - Фіналіст — 1976

### Обласні
- Чемпіон Донбасу — 1928, 1932
- Віце-чемпіон Донбасу — 1922
- Чемпіон Донецької області — 1997
- Володар Кубка Донецької області — 1940, 1945

## Усі сезони в незалежній Україні
| Сезон   | Чемпіонат     | Чемпіонат | Чемпіонат | Чемпіонат | Чемпіонат | Чемпіонат | Чемпіонат | Чемпіонат | Кубок        | Кубок | Кубок | Кубок | Кубок | Кубок | Кубок | Примітка                                |
| Сезон   | Ліга          | Місце     | І         | В         | Н         | П         | М         | О         | Етап         | І     | В     | Н     | П     | М     | О     | Примітка                                |
| ------- | ------------- | --------- | --------- | --------- | --------- | --------- | --------- | --------- | ------------ | ----- | ----- | ----- | ----- | ----- | ----- | --------------------------------------- |
| 1992/93 | Перехідна     | 13 з 18   | 34        | 9         | 8         | 17        | 33−44     | 26        | —            | —     | —     | —     | —     | —     | —     |                                         |
| 1994/95 | Третя         | 18 з 22   | 42        | 11        | 3         | 28        | 29−73     | 36        | 1/128 фіналу | 0     | 0     | 0     | 0     | 0−0   | 0     | У Кубку зараховано поразку через неявку |
| 1998/99 | Друга Група В | 11 з 14   | 26        | 8         | 3         | 15        | 18−39     | 27        | —            | —     | —     | —     | —     | —     | —     |                                         |
| 1999/00 | Друга Група В | 13 з 14   | 26        | 2         | 5         | 19        | 11−13     | 11        | —            | —     | —     | —     | —     | —     | —     | Після першого кола знявся зі змагань    |
| Разом   | Перехідна     | 1 сезон   | 34        | 9         | 8         | 17        | 33−44     | 26        | >1 сезон     | 0     | 0     | 0     | 0     | 0−0   | 0     |                                         |
| Разом   | Третя         | 1 сезон   | 42        | 11        | 3         | 28        | 29−73     | 25        |              |       |       |       |       |       |       |                                         |
| Разом   | Друга         | 2 сезони  | 52        | 10        | 8         | 34        | 29−52     | 28        |              |       |       |       |       |       |       |                                         |